# Дмитриевка (Мокшанский район)
Дмитриевка — село в Мокшанском районе Пензенской области России. Входит в состав Подгорненского сельсовета.

## География
Село находится в северной части Пензенской области, в пределах Сурско-Мокшанской возвышенности, в лесостепной зоне, на берегах реки Скачки, на расстоянии примерно 24 километров (по прямой) к юго-западу от рабочего посёлка Мокшан, административного центра района. Абсолютная высота — 205 метров над уровнем моря.

### Климат
Климат характеризуется как умеренно континентальный, с холодной продолжительной зимой и тёплым летом. Среднегодовая температура воздуха — 4,6 °C. Средняя температура воздуха самого тёплого месяца (июля) — 19 °C; самого холодного (января) — −13 °C. Безморозный период длится 150 дней. Продолжительность вегетационного периода — в среднем 144 дня. Среднегодовое количество атмосферных осадков варьируется от 480 до 500 мм, из которых большая часть выпадает в тёплый период. Снежный покров устанавливается в конце ноября и держится в течение 141 дня.

### Часовой пояс
Село Дмитриевка, как и вся Пензенская область, находится в часовой зоне МСК (московское время). Смещение применяемого времени относительно UTC составляет +3:00.

## Население
| 1864 | 1877 | 1897 | 1910 | 1926 | 1930  | 1939 |
| ---- | ---- | ---- | ---- | ---- | ----- | ---- |
| 592  | ↗602 | ↗865 | ↘648 | ↗725 | ↗1210 | ↘571 |
| 1959 | 1979 | 1989 | 1996 | 2002 | 2010  |      |
| ↘330 | ↘318 | ↗323 | ↘317 | ↘284 | ↘220  |      |

### Национальный состав
Согласно результатам переписи 2002 года, в национальной структуре населения русские составляли 91 % из 284 чел.